# 182 Elsa
182 Elsa è un asteroide della fascia principale del diametro medio di circa 43,68 km. Scoperto nel 1878, presenta un'orbita caratterizzata da un semiasse maggiore pari a 2,4182776 UA e da un'eccentricità di 0,1848744, inclinata di 2,00357° rispetto all'eclittica.
Fu inizialmente chiamato "Elsbeth", la forma austriaca del nome "Elizabeth", in onore dell'imperatrice d'Austria. Più tardi, d'accordo con lo scopritore, il nome fu cambiato nel più melodioso Elsa, con riferimento anche ad un personaggio del Lohengrin di Wagner.
Ha un periodo di rotazione molto lento di circa 3,3 giorni. Per spiegare questa lentezza è stata proposta la presenza di un satellite compagno.

La curva di luce molto amplificata indica che si tratta di un corpo irregolare o allungato. Fu uno dei cinque oggetti inclusi nello studio del 1993, Transition Comets -- UV Search for OH Emissions in Asteroids, per la cui ricerca furono coinvolti anche astronomi amatoriali a cui fu consentito l'accesso al telescopio spaziale Hubble.